# Інститут гірничої справи Уральського відділення РАН
Інститу́т гірни́чої спра́ви Ура́льського відді́лення РАН (рос. Институт горного дела Уральского отделения Российской академии наук) — розташований у Єкатеринбурзі. Створений в 1962 р. Є центральним закладом, що вивчає проблеми видобутку залізних, марганцевих та хромових руд і нерудних копалин.

## Напрямки діяльності
Основна наукова спрямованість:
- вдосконалення існуючих і створення нових способів і технічних засобів у галузі технології відкритої розробки родовищ,
- руйнування гірських порід,
- рекультивація земель,
- підземна розробки руд на Уралі.

Найзначніші дослідження — у галузі кар'єрного транспорту, геомеханіки і циклічно-потокової технології.

## Структура
У складі інституту: 6 наук, відділів; аспірантура.